# Shin’ichi Terada
Shin’ichi Terada (japanisch 寺田 紳一 Terada Shin’ichi; * 10. Juni 1985 in der Präfektur Osaka) ist ein japanischer Fußballspieler.

## Karriere
Terada erlernte das Fußballspielen in der Jugendmannschaft von Gamba Osaka. Seinen ersten Vertrag unterschrieb er 2004 bei den Gamba Osaka. Der Verein spielte in der höchsten Liga des Landes, der J1 League. Mit dem Verein wurde er 2005 japanischer Meister. 2008 gewann er mit dem Verein den AFC Champions League. Für den Verein absolvierte er 62 Erstligaspiele. 2010 wurde er an den Zweitligisten Yokohama FC ausgeliehen. Für den Verein absolvierte er 46 Ligaspiele. 2012 kehrte er zu Gamba Osaka zurück. Im August 2012 wechselte er zum Zweitligisten Yokohama FC. Für den Verein absolvierte er 174 Ligaspiele. 2018 wechselte er zum Ligakonkurrenten Tochigi SC. Für den Verein absolvierte er 20 Ligaspiele.

## Erfolge
Gamba Osaka
- AFC Champions League

Sieger: 2008
- J1 League

Meister: 2005
- J.League Cup

Sieger: 2007
Finalist: 2005
- Kaiserpokal

Sieger: 2008, 2009
Finalist: 2006, 2012